# Raipur (upazila)
Ramgarh (en bengali : রায়পুর) est une upazila du Bangladesh dans le district de Lakshmipur. En 2011, on y dénombrait 275 160 habitants.